# Brakefieldia
Brakefieldia is een geslacht van vlinders uit de familie van de Nymphalidae, uit de onderfamilie van de Satyrinae. Dit geslacht is voor het eerst wetenschappelijk beschreven door Kwaku Aduse-Poku, David C. Lees en Niklas Wahlberg in een publicatie uit 2016. 
De soorten van dit geslacht komen alleen in het Afrotropisch gebied voor.

## Soorten
- Brakefieldia angolensis (Kielland, 1994)
- Brakefieldia centralis (Aurivillius, 1903)
- Brakefieldia decira (Plötz, 1880)
- Brakefieldia eliasis (Hewitson, 1866)
- Brakefieldia elisi (Karsch, 1892)
- Brakefieldia nigrescens (Bethune-Baker, 1908)
- Brakefieldia ochracea (Lathy, 1906)
- Brakefieldia peitho (Plötz, 1880)
- Brakefieldia perspicua (Trimen, 1873)
- Brakefieldia phaea (Karsch, 1894)
- Brakefieldia simonsii (Butler, 1877)
- Brakefieldia tanzanica (Kielland, 1994)
- Brakefieldia ubenica (Thurau, 1903)